# Squadra kirghisa di Fed Cup
La squadra kirghisa di Fed Cup rappresenta il Kirghizistan nella Fed Cup, ed è posta sotto l'egida della Kyrgyzstan Tennis Federation.
Essa ha esordito in Fed Cup nel 2003 ma non è mai riuscita a salire di categoria. Prima del 1993 le tenniste kirghise erano selezionabili per l'Unione Sovietica.

## Organico 2011
Aggiornato ai match del gruppo II (2-5 febbraio 2011). Fra parentesi il ranking della giocatrice nei giorni della disputa degli incontri.
- Zhamilia Duisheeva (WTA #)
- Emilia Tenizbaeva (WTA #)
- Alina Lazareva (WTA #)
- Alena Panfilova (WTA #)

## Ranking ITF
- Il prossimo aggiornamento del ranking è previsto per il mese di febbraio 2012.

| Kirghizistan nel Ranking ITF (aggiornata al 7 novembre 2011) |                 |        |                            |
| Pos                                                          | Squadra         | Punti  | Gruppo                     |
| 65                                                           | Uruguay         | 296.00 | Gruppo II - Americhe       |
| 66                                                           | Rep. Dominicana | 290.50 | Gruppo II - Americhe       |
| 67                                                           | Norvegia        | 252.75 | Gruppo III - Europa/Africa |
| 68                                                           | Kirghizistan    | 246.75 | Gruppo II - Asia/Oceania   |
| 69                                                           | Cuba            | 229.50 | Gruppo II - Americhe       |
| 70                                                           | Marocco         | 220.00 | Gruppo III - Europa/Africa |
| 71                                                           | Egitto          | 205.00 | Gruppo III - Europa/Africa |